# Division di Honor 2024-2025 (Aruba)
La Division di Honor 2024-2025 è stata la sessantaquattresima edizione della massima serie del campionato arubano di calcio. Il campionato è iniziato il 27 settembre 2024 e si è concluso il 27 giugno 2025. 
Il Britannia era la squadra campione in carica, avendo conquistato il suo quinto titolo nazionale nella stagione 2023-2024, e si è riconfermato vincendo il suo sesto campionato. 

## Stagione

### Novità
Dalla stagione precedente sono stati retrocessi in Division Uno il Caiquetio, ultimo classificato del campionato, insieme con Bubali e Santa Fe, sconfitti nei play-off promozione-retrocessione. Al loro posto, dalla Division Uno, sono stati promossi Jong Aruba, Unistars e SC United.

### Formula
Le 10 squadre partecipanti giocano un girone di sola andata, per un totale di 9 giornate. Al termine della stagione regolare, le prime 6 classificate si qualificano per la Kaya 6, un girone con partite di andata e ritorno, per un totale di 10 ulteriori giornate. Le prime 4 classificate della Kaya 6 si qualificano a loro volta per la Kaya 4, un ulteriore girone con gare di sola andata, per un totale di altre 3 giornate. Le prime due classificate della Kaya 4 si sfidano infine in una Gran Final per il titolo di campione di Aruba e la qualificazione alle competizioni CONCACAF.
L'ultima classificata della stagione regolare è retrocessa in Division Uno, mentre penultima e terzultima giocano uno spareggio promozione/retrocessione contro altrettante squadre di Division Uno.

## Squadre partecipanti
| Club               | Città      | Stagione precedente     |
| ------------------ | ---------- | ----------------------- |
| Britannia          | Paradera   | Campione di Aruba       |
| Dakota             | Oranjestad | 2ª in Division di Honor |
| Deportivo Nacional | Oranjestad | 3ª in Division di Honor |
| Estrella           | Santa Cruz | 4ª in Division di Honor |
| Jong Aruba         | Noord      | Division Uno            |
| La Fama            | Savaneta   | 7ª in Division di Honor |
| RCA                | Oranjestad | 5ª in Division di Honor |
| River Plate Aruba  | Oranjestad | 6ª in Division di Honor |
| SC United          | Noord      | Division Uno            |
| Unistars           | Savaneta   | Division Uno            |

## Classifica

### Stagione regolare
|  | Pos. | Squadra            | Pt | G | V | N | P | GF | GS | DR  |
|  | ---- | ------------------ | -- | - | - | - | - | -- | -- | --- |
|  | 1.   | RCA                | 23 | 9 | 7 | 2 | 0 | 32 | 10 | +22 |
|  | 2.   | Britannia          | 23 | 9 | 7 | 2 | 0 | 25 | 7  | +22 |
|  | 3.   | Dakota             | 20 | 9 | 6 | 2 | 1 | 32 | 9  | +23 |
|  | 4.   | La Fama            | 16 | 9 | 5 | 1 | 3 | 23 | 10 | +13 |
|  | 5.   | Deportivo Nacional | 13 | 9 | 4 | 1 | 4 | 21 | 11 | +10 |
|  | 6.   | Estrella           | 13 | 9 | 4 | 1 | 4 | 20 | 16 | +4  |
|  | 7.   | River Plate Aruba  | 13 | 9 | 4 | 1 | 4 | 21 | 18 | +3  |
|  | 8.   | SC United          | 4  | 9 | 1 | 1 | 7 | 12 | 31 | -19 |
|  | 9.   | Jong Aruba         | 4  | 9 | 1 | 1 | 7 | 8  | 38 | -30 |
|  | 10.  | Unistars           | 0  | 9 | 0 | 0 | 9 | 4  | 52 | -48 |

Legenda:
      Ammessa alla Kaya 6.
  Partecipa agli spareggi promozione/retrocessione.
 Retrocessione diretta.

### Kaya 6
|  | Pos. | Squadra            | Pt | G  | V | N | P | GF | GS | DR  |
|  | ---- | ------------------ | -- | -- | - | - | - | -- | -- | --- |
|  | 1.   | Britannia          | 24 | 10 | 7 | 3 | 0 | 29 | 9  | +20 |
|  | 2.   | Dakota             | 20 | 10 | 6 | 2 | 2 | 22 | 10 | +12 |
|  | 3.   | RCA                | 18 | 10 | 5 | 3 | 2 | 21 | 14 | +7  |
|  | 4.   | La Fama            | 15 | 10 | 5 | 0 | 5 | 16 | 18 | -2  |
|  | 5.   | Deportivo Nacional | 6  | 10 | 2 | 0 | 8 | 14 | 30 | -16 |
|  | 6.   | Estrella           | 2  | 10 | 0 | 2 | 8 | 11 | 32 | -21 |

Legenda:
      Ammessa alla Kaya 4.

### Kaya 4
|  | Pos. | Squadra   | Pt | G | V | N | P | GF | GS | DR |
|  | ---- | --------- | -- | - | - | - | - | -- | -- | -- |
|  | 1.   | Britannia | 7  | 3 | 2 | 1 | 0 | 9  | 3  | +6 |
|  | 2.   | Dakota    | 7  | 3 | 2 | 1 | 0 | 6  | 3  | +3 |
|  | 3.   | RCA       | 3  | 3 | 1 | 0 | 2 | 4  | 6  | -2 |
|  | 4.   | La Fama   | 0  | 3 | 0 | 0 | 3 | 1  | 8  | -7 |

Legenda:
      Ammessa alla Gran Final.

### Finale
| 27 giugno 2025 Finale                        | Britannia            | 0 – 0 (d.c.r.) | Dakota |  |
| \| \| \| \| \| \| Tiri di rigore 4 – 2 \| \| |                      |                |        |  |
|                                              |                      |                |        |  |
|                                              | Tiri di rigore 4 – 2 |                |        |  |